# Lydia Maximus
Lydia Maximus (Boom, 5 december 1938) is een voormalig Belgisch politica voor de BSP / SP.

## Levensloop
Maximus was beroepshalve administratief directrice van het Nationaal Verbond van de Socialistische Mutualiteiten. Van 1977 tot 2000 was zij voorzitster van de Vlaamse Vereniging voor Gehandicaptensport. Ook was zij van 1995 tot 1999 voorzitster van de raad van bestuur van het Fonds voor Ontwikkelingssamenwerking (FOS).
Zij werd lid van de BSP en werd voor deze partij in 1971 gemeenteraadslid van Boom, dit bleef ze tot in 1976. Daarna was zij van 1983 tot 1995 gemeenteraadslid van Willebroek. Van 1983 tot 1991 was zij aldaar tevens schepen.
Ook in de nationale politiek was Maximus actief. Van 1990 tot 1995 was zij rechtstreeks verkozen senator in het Kiesarrondissement Mechelen-Turnhout en had zij, als gevolg van het toen bestaande dubbelmandaat, zitting in de Vlaamse Raad. 
Bij de eerste rechtstreekse verkiezingen voor het Vlaams Parlement van 21 mei 1995 werd ze verkozen in de kieskring Mechelen-Turnhout. Ze zetelde tevens als gemeenschapssenator. Ze bleef parlementslid tot januari 1999. 

## Eretekens
- Op 9 juni 1999 werd zij benoemd tot ridder in de Leopoldsorde.